# Stift Viertürme
Das Stift Viertürme war eine Propstei bei Weißenburg (heute: Wissembourg) im Elsass, die zum dortigen Reichs- und Benediktinerkloster St. Peter und Paul gehörte.

## Geografische Lage
Viertürme lag südlich vor den Mauern der Stadt an der Straße nach Rott. Die genaue Lage ist nicht bekannt.

## Name
Der Name „Viertürme“ (in lateinischsprachigen Urkunden: quatuor turrium; zeitgenössisch deutsch meist: Vierthürme) wurde von Anfang an durchgängig verwendet und nicht der (unbekannte) Name des Patroziniums der zugehörigen Kirche. Unbekannt ist, auf was sich die vier Türme beziehen: auf die bauliche Anlage des Stifts, seiner Kirche oder eine das Ganze umgebende Befestigung.

## Geschichte
Samuel, 1055–1097 Abt des Klosters Weißenburg, gründete ein Kloster bei Weißenburg, das 1074 dem Erzengel Michael geweiht war. Über die Geschichte dieses Klosters ist wenig bekannt. Dennoch existiert ein Kartular aus dem Jahr 1193, das ein „Propst des Berg St. Michael“ erwähnt, obwohl noch nicht von dem Stift der Viertürme die Rede ist. Dieser Propst hieß Walter. Aus dieser Propstei entstand das Stift Viertürme. Es ist ab Mitte des 13. Jahrhunderts in Urkunden bezeugt. Dem Stift stand ein Propst vor.
Die Befestigung des Stifts war so gut ausgebaut, dass sie Schutz auch vor Angriffen aus der Stadt Weißenburg bot. 1333 floh Johannes, Abt des Klosters Weißenburg, bei einem Aufstand der Stadt gegen das Kloster hierher. Die Truppen Kurfürst Friedrich I. von der Pfalz nutzten die Anlage während des Weißenburger Kriegs (1469–1472) als Standquartier, um von hier aus die Stadt zu beschießen. Durch die Gegenwehr der Weißenburger wurde die Anlage beschädigt und die pfälzischen Truppen zogen sich zurück. Daraufhin weihte am 2. April 1470 Matthias von Rammung, Bischof von Speyer (und Kanzler der Kurpfalz), die Kirche neu. Die Weißenburger ignorierten das, zogen am 15. April 1470 zum Stift „Viertürme“ und rissen mit Einwilligung des Fürstabts des Klosters Weißenburg, Jakob von Bruck, und des Propstes von Viertürme, des Grafen Anthis von Leiningen, sämtliche Gebäude – außer der Kirche – nieder. Ein Wiederaufbau nach dem Ende des Weißenburger Kriegs unterblieb wohl: 1524 ist die Anlage als „wüst“ bezeugt und die Stadtansicht von Sebastian Münster von 1550 zeigt ebenfalls Ruinen. Ab 1476 sind die beiden letzten „Pröpste“ erstmals weltliche Priester, während das Amt zuvor immer von Mönchen des Weißenburger Klosters begleitet worden war.

## Kirche
Zur Propstei gehörte eine Kirche, zu der fast nichts bekannt ist. Ein von Johann Friedrich Schannat behauptetes Patrozinium des Heiligen Pantaleon findet sich in keiner historischen Quelle.

## Pröpste
Seit 1277 werden Pröpste von Viertürme in Urkunden erwähnt, der erste, mit Namen genannte, 1291. In der Regel sind genaue Amtszeiten nicht bekannt.
- 1291 Joffrid
- 1330 Johann
- 1338 Eberhard von Saarbrücken, zugleich seit 1337 oder 1338 Abt des Klosters Weißenburg[10]
- 1357 Johann
- 1358–1360 Nikolaus von Stein
- 1371–1382 Nikolaus von Leiningen
- 1397 Kuno von Sayn
- 1414 Konrad von Hohenfels
- 1428–1430 Heinrich von Sayn
- 1438 Walter von Geroldseck
- 1468–1472 Anthis von Leiningen war ab 1472 der durch Abt Jakob von Bruck eingesetzte Verwalter des Klosters Weißenburg und auch Propst des vom Kloster abhängigen Stifts St. Stephan.[11]
- 1476 Dr. jur. can. Petrus Kempchin, Dekan von St. Guido in Speyer
- 1508 Jakob von Neumagen[Anm. 2], Kustos des Klosters Weißenburg